# 13180 Fourcroy
13180 Fourcroy este un asteroid din centura principală de asteroizi.

## Descriere
13180 Fourcroy este un asteroid din centura principală de asteroizi. A fost descoperit pe 18 aprilie 1996 la Observatorul La Silla de Eric Walter Elst. Asteroidul prezintă o orbită caracterizată de o semiaxă mare de 3,20 ua, o excentricitate de 0,11 și o înclinație de 7,0° în raport cu ecliptica.